# Паликура
Паликура (мкд. Паликура) је насеље у Северној Македонији, у средишњем делу државе. Паликура је насеље у оквиру општине Росоман.

## Географија
Паликура је смештена у средишњем делу Северне Македоније. Од најближег већег града, Кавадараца, насеље је удаљено 15 km северно.
Насеље Паликура се налази у историјској области Тиквеш. Село је смештено у долини реке Вардар, у средишњем делу Тиквешке котлине. Насеље је положено на приближно 170 метара надморске висине, у равничарском подручју. Кроз насеље протиче Црна река, која се пар километара северно улива у Вардар.
Месна клима је измењена континентална са значајним утицајем Егејског мора (жарка лета).

## Становништво
Паликура је према последњем попису из 2021. године имала 145 становника.
Претежна вероисповест месног становништва је православље.
| Национални састав према попису из 2021.‍ | Национални састав према попису из 2021.‍ | Национални састав према попису из 2021.‍ | Национални састав према попису из 2021.‍ | Национални састав према попису из 2021.‍ |
| --------------------------------------- | --------------------------------------- | --------------------------------------- | --------------------------------------- | --------------------------------------- |
|                                         |                                         |                                         |                                         |                                         |
| Македонци                               | Македонци                               |                                         | 103                                     | 71%                                     |
| Роми                                    | Роми                                    |                                         | 14                                      | 9,6%                                    |
| непописани                              | непописани                              |                                         | 18                                      | 12,4%                                   |